# Anthony Saux
Pour les articles homonymes, voir Saux (homonymie).
Anthony Saux (né le 22 novembre 1991 à Brest) est un coureur cycliste français. Il a notamment remporté le Tour du Loir-et-Cher en 2011.

## Palmarès et classements mondiaux

### Palmarès
- 2009
  - Trophée Sébaco :
    - Classement général
    - 1re étape (contre-la-montre)

  - Chrono des Herbiers-Les Herbiers-Vendée juniors
- 2011
  - Classement général du Tour du Loir-et-Cher
  - 2e du Prix de la Saint-Laurent Espoirs
  - 3e des Boucles de la Marne
- 2012
  - Circuit du Viaduc
  - 3e étape du Saint-Brieuc Agglo Tour
  - 2e du Prix de la Saint-Laurent Espoirs
- 2013
  - 2e du Tour du Pays de Belle Isle-en-Terre
  - 3e de l'Essor breton

### Classements mondiaux
| Année           | 2011 |
| --------------- | ---- |
| UCI Europe Tour | 364e |